# کوتلینکا
کوتلینکا (انگلیسی: Kutlinka) یک شهرک در شهرستان کراسنوکامسکی استان باشقیرستان کشور روسیه است.